# 安塔拉哈區
14°53′S 50°17′E / 14.883°S 50.283°E

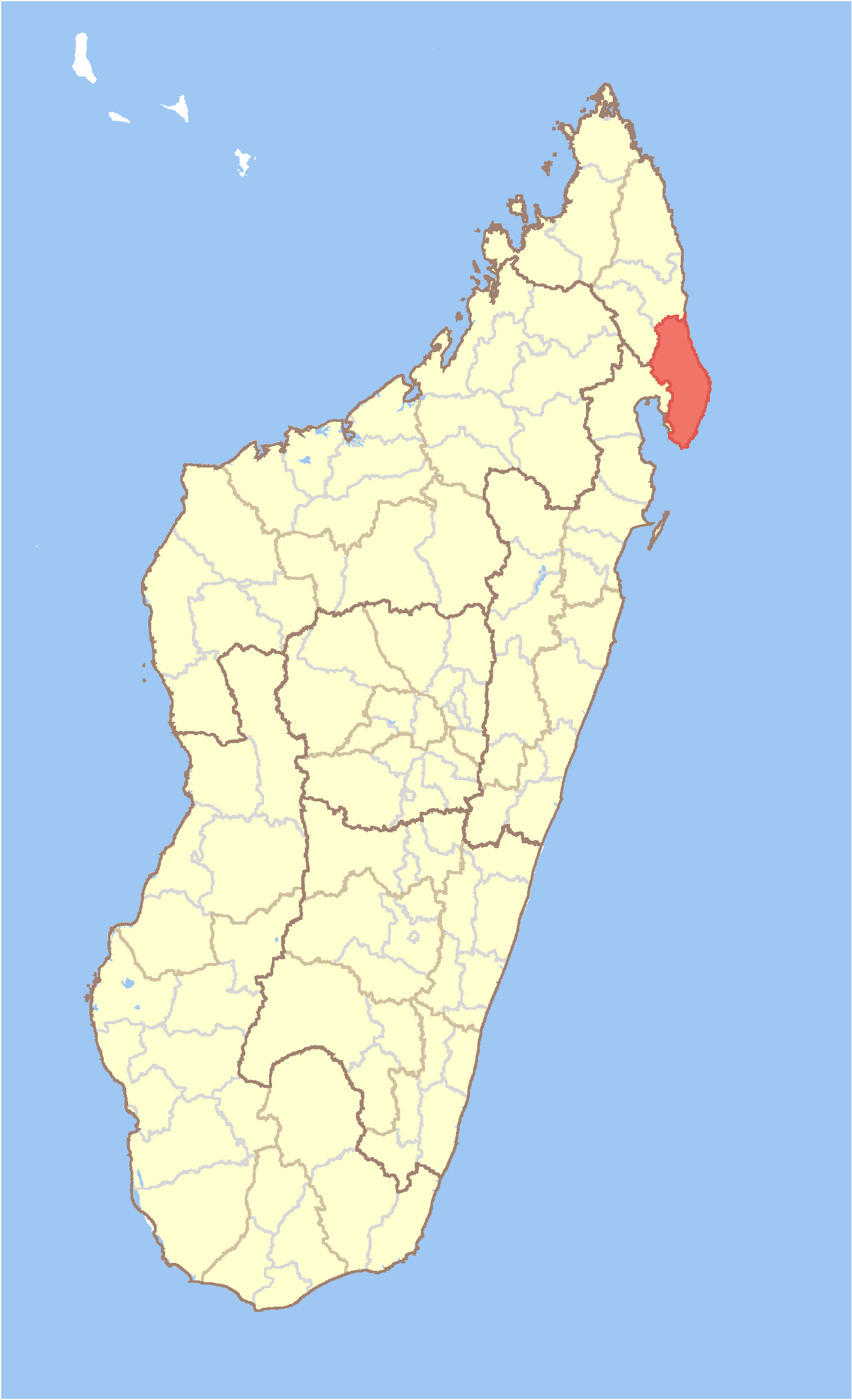

安塔拉哈區，是馬達加斯加的行政區，位於該國東北部，由薩瓦區負責管轄，首府設於安塔拉哈，面積7,085平方公里，2011年人口219,332，人口密度每平方公里31人。